# 4. korpus (NOVJ)
4. korpus je bil partizanski korpus, ki je deloval kot del NOV in POJ v Jugoslaviji med drugo svetovno vojno.
Korpus je bil ustanovljen 7. oktobra 1943.

## Sestava
- 6. divizija
- 7. divizija
- 8. divizija
- Banijski odred
- Kordunški odred
- Liški odred
- Plaščanski odred
- Cazinski odred
- Karlovaški odred